# Sven Hannawald
Sven Hannawald (Erlabrunn, 9 november 1974) is een voormalig Duits schansspringer. Met drie olympische medailles en vier wereldtitels had hij een succesvolle carrière die hij vroegtijdig beëindigde.
Hannawald was de eerste schansspringer die in één seizoen alle vier de wedstrijden van de vierschansentoernooi op zijn naam wist te schrijven. Dat gebeurde in 2002 en wordt een Grand Slam genoemd.
Hij behaalde goud (team) en zilver (individueel) op de Olympische Winterspelen van 2002. Op de Spelen van 1998 won hij zilver met het Duitse team.
Bij het WK skivliegen was hij tweemaal de beste; in 2000 en 2002.
Bij het WK schansspringen wist hij in 1999 en 2001 met het team goud te winnen op de grote schans. Met het team won hij in 2001 op de kleine schans. Individueel haalde hij één medaille; zilver in 1999.
Na een paar succesvolle seizoenen, presteerde hij in de seizoenen 2002/2003 en 2003/2004 beneden de (hoge) verwachtingen. In april 2004 maakte Hannawald bekend dat hij een burn-out had en dat hij onder psychiatrische behandeling was. Hij herstelde en vertoonde zich weer in het openbaar.
In augustus 2005 maakte hij bekend om zijn carrière vroegtijdig te beëindigden. Na een succesvolle strijd tegen de burn-out wilde hij niet meer lijden onder de stress van zijn professionele sportbeoefening.